# Rouble transférable
Le rouble transférable (russe : Переводный рубль) a été une unité monétaire scripturale basée sur le rouble soviétique et utilisée du 1er janvier 1964 au 1er janvier 1991 au sein du Conseil d'assistance économique mutuelle (CAEM ou Comecon), pour le calcul de la valeur des échanges commerciaux et des montants de dette entre les pays-membres de cet organisme économique du bloc de l'Est.
Il a été approuvé par l'accord sur les règlements internationaux des pays membres du CAEM le 22 octobre 1963. La décision d'abandonner cette devise a lieu en janvier 1990 à Sofia, à la suite de la chute des régimes communistes en Europe.
Après la dissolution du Comecon en 1991, des frictions sont apparues entre les États de l'ancien bloc, et surtout vis-à-vis de la Russie (héritière des actifs et des obligations de l'Union soviétique) quant à la conversion des montants de dettes des états du Comecon depuis le rouble transférable dont le taux de change fut considéré comme sensiblement surévalué.